# Генеральная дирекция по вооружению
Генеральная дирекция по вооружению (фр. la Direction générale de l'armement, DGA) — агентство в структуре Министерства обороны Франции, которое занимается обеспечением войск вооружением и военной техникой. DGA участвует в управлении военной промышленностью, координирует и осуществляет военно-техническое сотрудничество. В структуру DGA входит инспекция вооружений и инспекция по атомным делам, а также собственное финансово-экономическое управление.

## Структура
Научно-исследовательскую структуру DGA образуют 14 подведомственных исследовательских и испытательных центров в области разработки информационных технологий, ракетных технологий, реактивного движения, гидродинамики, военно-морского вооружения и других передовых направлений исследований. Совокупно в данных центрах работает около 8 000 человек.
DGA координирует программы вооружения с промышленностью, а также вопросы экспорта вооружений. Совместно с другими европейскими оборонными организациями DGA вносит свой вклад в развитие Европейского оборонного агентства. В настоящее время ведутся 15 совместных европейских программ по разработке систем вооружения — создание боевых вертолетов «Тигр», ЗУР для комплексов Roland / Frole, средств РЭБ Cobra, перспективных ЗРС FSAF, военно-транспортных самолетов A400M, зенитных систем PAAMS и др.
DGA непосредственно участвует в программах испытаний и работе государственных комиссий принятия на вооружение нового оборудования и военных технологий. Испытательные центры и полигоны для проведения апробации передовых технологий размещены в специально оборудованных для этого комплексах: испытания в области аэронавтики и ракетных технологий осуществляет Лётно-испытательный центр CEV DGA (работы проводятся на базах в Бретани, в городах Каза и Тулуза); для испытания ракетного вооружения и технологий используются базы в Бискарросе, Гавре и одна лаборатория в Верноне; испытания военной электроники, систем обработки данных и системы информационной безопасности проводятся в двух испытательных центрах — CELAr в Ренне, и CTSN в Тулоне.
Кроме того, DGA участвует в управлении вузами — инженерными школами, которые работают под пристальным вниманием Министерства обороны Франции, к ним относятся Эколь Политехник, Высшая национальная школа передовых технологий, SUPAERO, ENSTA Bretagne и ENSICA. Выпускники этих вузов наиболее часто становятся офицерами, сотрудниками научных центров и высокотехнологичных предприятий.